# 블라디미르 루샤일로

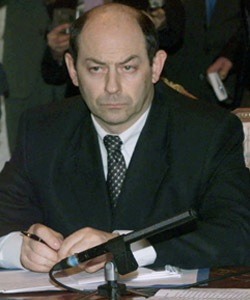
블라디미르 루샤일로

블라디미르 보리소비치 루샤일로(러시아어: Владимир Борисович Рушайло, 1953년 7월 28일 ~)는 러시아 연방의 정치인이다. 1999년부터 2001년까지 러시아 연방의 내정부 장관, 2001년부터 2004년까지 러시아 연방 안전보장회의 사무총장을 지냈다. 독립국가연합 사무총장을 역임한 경력이 있는 예비역 국가근위대 대장이다.